# Syntomeida vulcana
Syntomeida vulcana är en fjärilsart som beskrevs av Druce 1889. Syntomeida vulcana ingår i släktet Syntomeida och familjen björnspinnare. Inga underarter finns listade i Catalogue of Life.